# Golam izwor (obwód Razgrad)
Goljam izwor (bułg. Голям извор) – wieś w Bułgarii, w obwodzie Razgrad, w gminie Samuił. W 2023 roku liczyła 379 mieszkańców.